# Nescafé

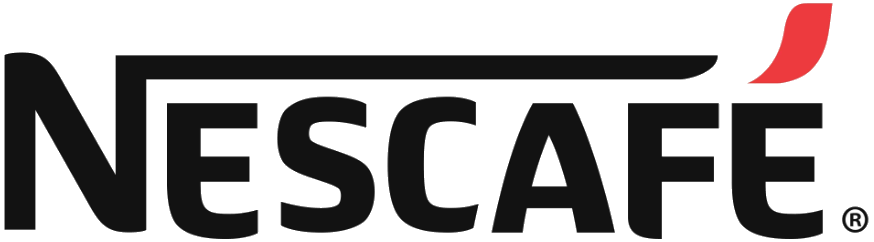
Logo der Marke Nescafé

Nescafé ist ein löslicher Kaffee (Instantkaffee) von Nestlé. Die Marke wurde 2005 mit einem Markenwert von geschätzten 14,8 Mrd. Schweizer Franken als wertvollste Marke der Schweiz benannt.

## Geschichte
Im Jahr 1930 wandte sich erstmals die brasilianische Regierung an das Schweizer Unternehmen Nestlé mit Fragen zur möglichen Konservierung von Kaffee. 1930 ernteten die brasilianischen Kaffeepflanzer so viel Kaffee, dass dieser an der gesamten Küste in großen Mengen verbrannt oder ins Meer gekippt wurde, um ein Sinken des Preises auf dem Weltmarkt zu verhindern. Das damals noch kleine und junge Unternehmen hatte sich zu diesem Zeitpunkt bereits einen Namen auf dem Gebiet der Konservierung durch die Haltbarmachung von Frischmilch in Form von Trockenmilchprodukten gemacht. Eine Arbeitsgruppe unter der Leitung von Max Morgenthaler forschte nun nach Möglichkeiten zur Haltbarmachung von Kaffee, so dass nur durch die Zugabe von Wasser das Getränk herzustellen sei, ohne dabei den natürlichen Duft und Geschmack des Kaffees zu verlieren. Nach acht Jahren intensiver Labor- und Entwicklungsarbeit konnte sie erste Erfolge präsentieren und eine Methode vorstellen, die die Kaffeebohnen sowohl qualitäts- als auch aromaschonend zu Pulver verarbeiten konnte und ihn damit haltbar machte.

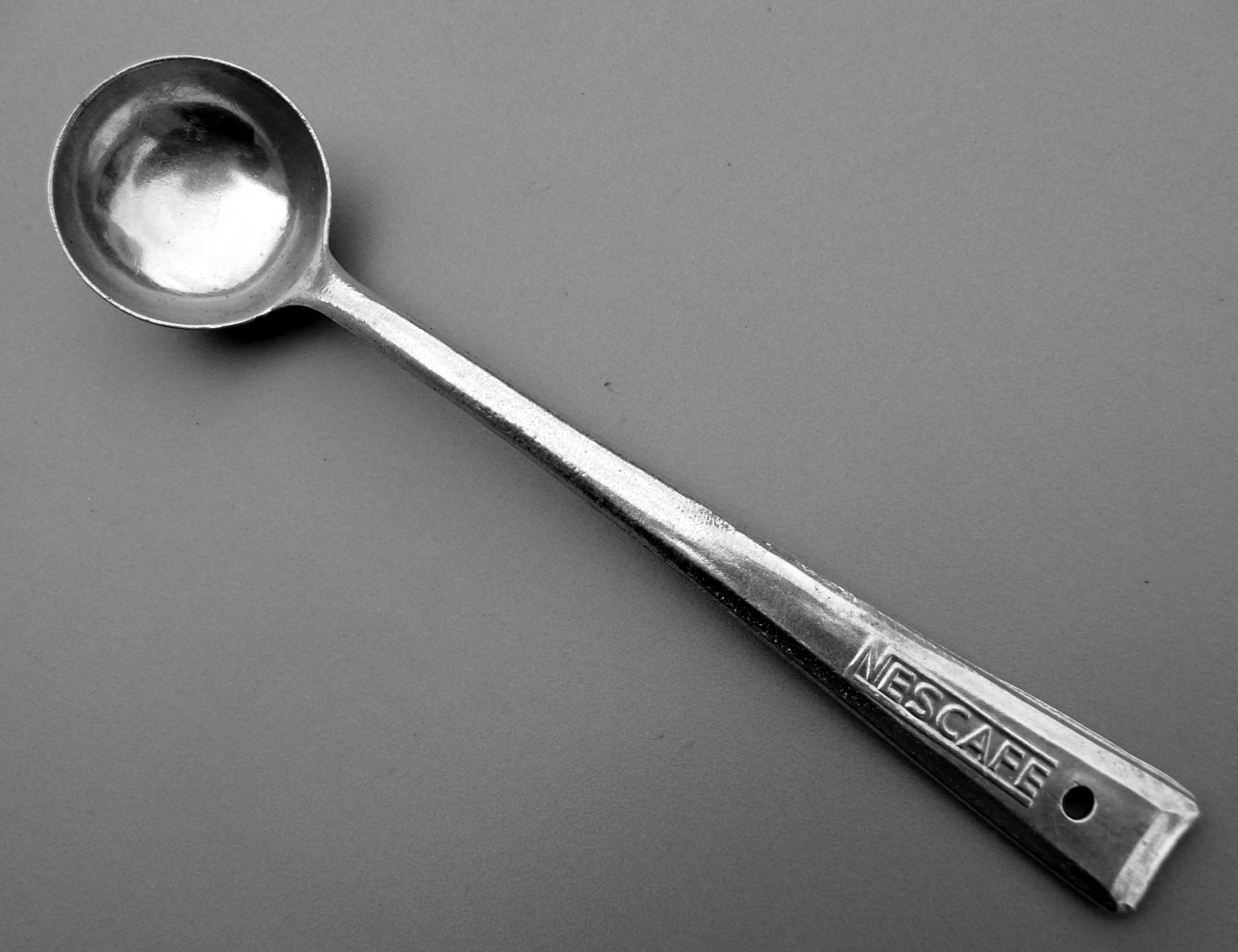
Aluminium-Messlöffel von Nescafé aus den 1960er Jahren

Dieses Produkt, getauft auf den Namen Nescafé – einem Kofferwort aus Nestlé und Café – wurde erstmals am 1. April 1938 in der Schweiz verkauft. Nach Deutschland kam Nescafé 1943, allerdings hatte die Zivilbevölkerung keinen Zugang zu dem Produkt. Er wurde zunächst nur in Kappeln (Schleswig-Holstein) für die Wehrmacht hergestellt. Diese verteilte ihn hauptsächlich an Piloten und Flugzeugbesatzungen, damit sie wach blieben. Im August 1943 waren in Kappeln rund 30 Prozent der Belegschaft Zwangsarbeiter und Kriegsgefangene. Nach dem Zweiten Weltkrieg wurde die Produktion unter britischer Bewachung fortgeführt. Nach deren Abzug wurde auch die Produktion stillgelegt und es verblieben Abraumhalden aus dem Kaffeesatz. Über die US-Armee gewann Nescafé relativ schnell an Bekanntheit in den anderen Stationierungsländern (Frankreich, Italien, Beneluxstaaten), in Großbritannien und in den USA, denn er gehörte zu ihren Verpflegungsrationen.
In der zweiten Hälfte der 1940er Jahre nahm die Beliebtheit von Nescafé infolge der stark gesunkenen Kaffeeeinfuhren rasch zu und wurde in den 1950er Jahren zum Lieblingsgetränk der Jugendlichen, die in ihm ein bequem und schnell aufbereitetes Getränk fanden. Ungeachtet der Erfolge wurde die Forschung weiter vorangetrieben: 1952 wurde Nescafé im französischen Saint-Menet erstmals aus 100 % Röstkaffeebohnen hergestellt, ohne jeglichen Zusatz von Fremdstoffen. 1957 wurde in Griechenland aus Nescafé der erste Café frappé zubereitet, heute ist Nescafé frappé eine eigenständige Submarke.

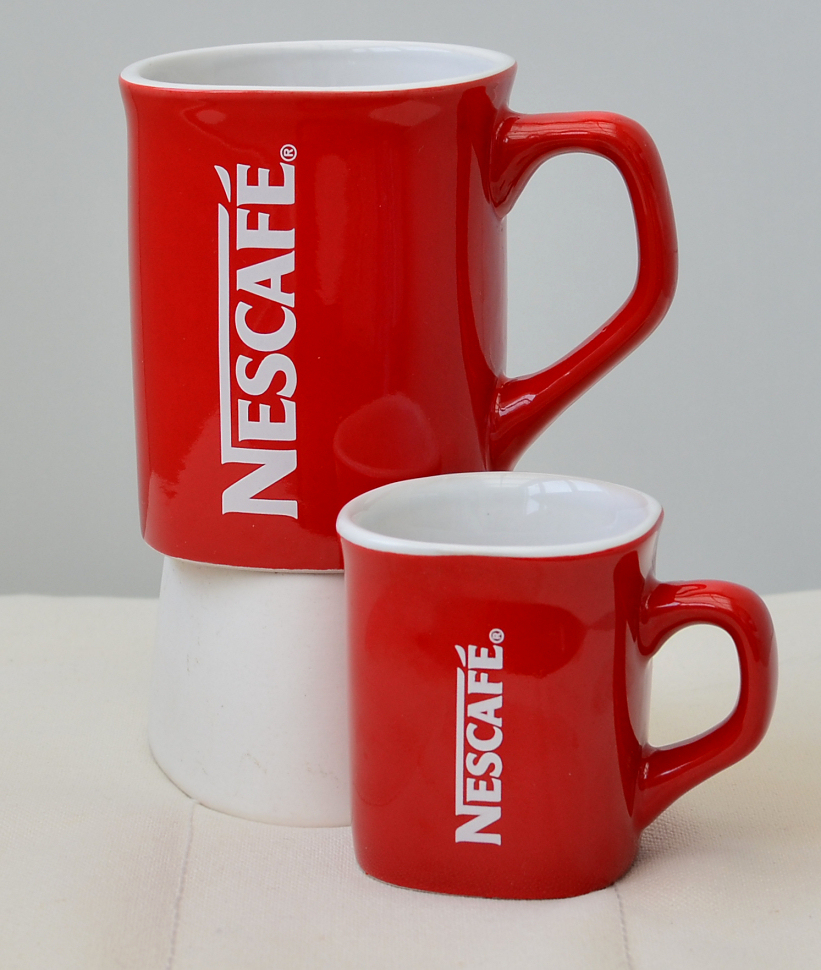
Nescafé-Tassen

Im Jahre 1960 nahm das neu errichtete Nescafé-Werk in Mainz seinen Betrieb auf. Seit 1965 wurde die Marke »Nescafé Gold« verkauft, der erste gefriergetrocknete, lösliche Bohnenkaffee. Zwei Jahre später begann man mit der industriellen Produktion von Granulat.
Das sogenannte „Full-Aroma“-Verfahren wurde 1994 entwickelt, um Produktivität und Qualität zu steigern. Sechs Jahre später gab es zehn verschiedene Nescafé-Sorten mit unterschiedlichen Kaffee-Geschmackssorten, wie beispielsweise „Classic“, „Espresso“ oder „Café au Lait“. Auch wurden koffeinfreie und mildere Sorten entwickelt. Nestlé Österreich stellt für den österreichischen Markt eigene Nescafé-Sorten her, die spezifisch dem österreichischen Geschmack und den österreichischen Erwartungen an Kaffee angepasst sind.

## Herstellung
Verschiedene Rohkaffeesorten werden gemischt, geröstet und gemahlen, der gemahlene Röstkaffee wird anschließend aufgebrüht und gefiltert – wobei der zurückgebliebene Kaffeesatz im jeweiligen Werk zur Energieerzeugung verwendet wird. So erzeugt man ein dickflüssiges Kaffeekonzentrat, dem man jetzt durch zwei unterschiedliche Verfahren das Wasser entziehen kann:
1. Sprühtrocknung: Bei der Sprühtrocknung verdampft die Feuchtigkeit der Kaffeelösung in einem Heißluftstrom. Zurück bleibt ein staubähnliches Pulver, das leicht befeuchtet und zu lockeren Klümpchen geformt wird (Agglomerieren).
2. Gefriertrocknung: Bei der Gefriertrocknung (auch Lyophilisation) wird der flüssige Kaffee bei −40 bis −50 °C gefroren und zerstoßen. Die Kaffeekörnchen werden in einem nahezu luftleeren Raum (Vakuum) erwärmt, bis das gefrorene Wasser in den gasförmigen Zustand übergeht. Zurück bleiben goldbraune Körnchen mit feinem Aroma. Da diese Methode schonender mit dem Aroma umgeht als die Sprühtrocknung, wird sie bevorzugt eingesetzt.

Das fertige Pulver wird in entsprechende Gläser, Dosen oder Portionspackungen mit speziellen Schutzfolien (sie verhindern das „Verduften“ des Kaffeearomas) verpackt und verkauft.

## Nescafé Xpress
Der Nescafé Xpress ist ein trinkfertiges Kaffeegetränk und wird in kleinen Dosen und PET-Flaschen zu je 250 ml verkauft. Allerdings sind die PET-Flaschen nur in Deutschland erhältlich. Das Getränk wird in verschiedenen Geschmacksrichtungen angeboten und enthält zwischen 135 mg und 140 mg Koffein. Nescafé Xpress ist einer der offiziellen Sponsoren des Formel-1-Teams von McLaren-Mercedes.

## Nescafé Komo

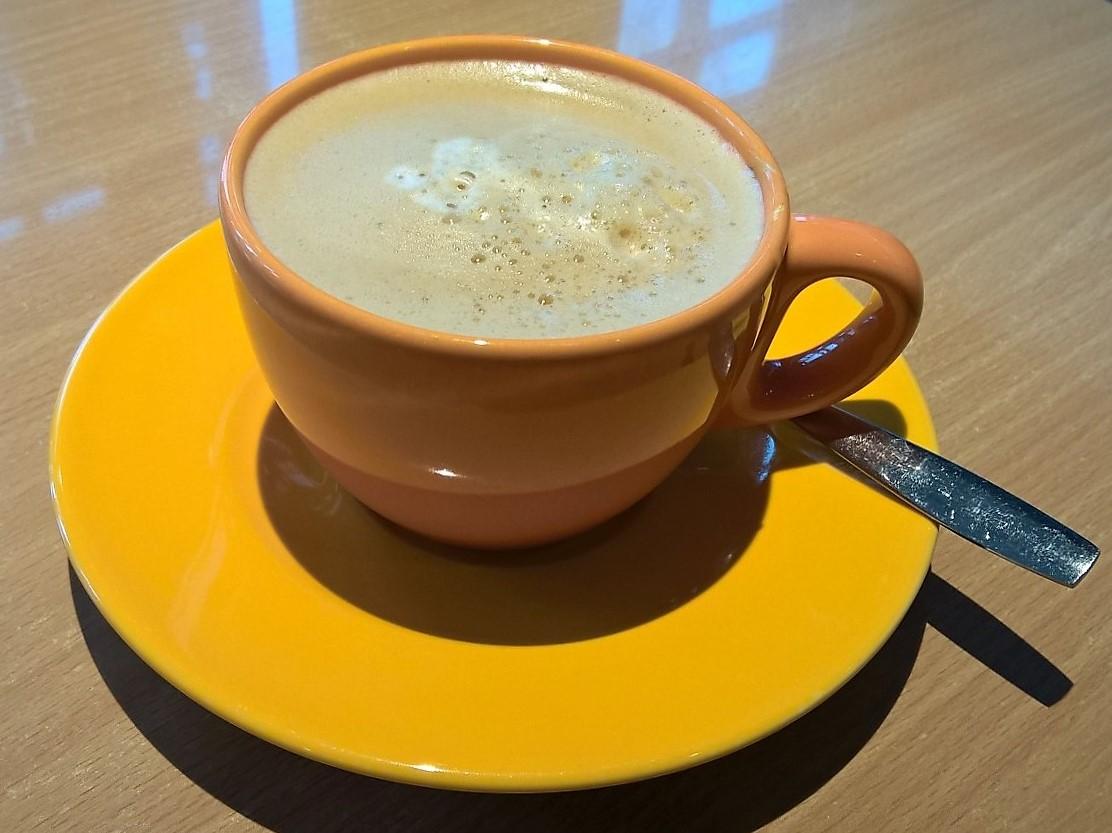
Eine Tasse Nescafé in der Gastronomie, zubereitet mit einem „Nescafé Alegria“-Kaffeevollautomaten

Nescafé Komo ist ein Kaffeevollautomat, der vor allem für Betriebe und Vereine gedacht ist. Der Vollautomat wird mit einer Kaffeepulver- und einer Milchpulver-Kartusche gefüllt und kann damit Cappuccino, Latte macchiato, Café au lait, Kaffee schwarz, Espresso und heißes Wasser für Tee produzieren.